# جون هیون مو
جون هیون مو (کره‌ای: 전현무؛ زادهٔ ۷ نوامبر ۱۹۷۶) مجری تلویزیونی اهل کره جنوبی است. پیش از مجری‌گری، او گوینده اخبار و گوینده رادیویی بود.

## تحصیلات
جون هیون مو از دانشگاه یانسه با مدرک جامعه‌شناسی و ادبیات انگلیسی فارغ‌التحصیل شده‌است.